# Ons Hattab
Ons Hattab (Kairuan, 1976), es una política tunecina miembro de Nidaa Tounes. Desde 2014 es diputada en la Asamblea de los representantes del pueblo.

## Trayectoria
Nació en Kairuan y en la actualidad vive en Túnez. Es titular de un doctorado en gestión de organizaciones no gubernamentales.
Candidata durante las elecciones legislativas de 2014 por Nidaa Tounes, fue elegida diputada a la Asamblea de los representantes del pueblo por la circunscripción de Kairuan.
Estaba considerada próxima al difunto presidente de su partido, Béji Caïd Essebsi. En agosto de 2018 se anunció que sería la nueva portavoz del Nidaa Tounes sustituyendo a Mongi Harbaoui.